# Monoplex corrugatus
Monoplex corrugatus is een slakkensoort uit de familie van de Cymatiidae. De wetenschappelijke naam van de soort werd voor het eerst geldig gepubliceerd in 1816 door Lamarck als Triton corrugatum Lamarck, 1816.